# Panhandle (TV-serie)
Panhandle är en amerikansk romantisk komediserie som hade premiär den 26 september 2022. Serien är skapad av Carla Kettner och Nicholas Stoller. Seriens första säsong består av åtta avsnitt.

## Handling
Serien kretsar kring den rika Bell Prescott som lider av torgskräck och bor med sin mamma på en stor gård i Florida.

## Rollista (i urval)
- Luke Kirby - Bell Prescott
- Tiana Okoye - Cammie Lorde
- Lorenza Izzo - Vida Perez Prescott
- Forrest Goodluck - Checotah
- Glenn Morshower
- Lesley Ann Warren - Millicent Prescott